# مرتضی غرقی
مرتضی غُرقی (زادهٔ ۲ فروردین ۱۳۳۹)؛ خبرنگار، نویسنده و برنامه‌ساز تلویزیون است. او هم‌اکنون خبرنگار شبکه خبر صدا و سیما در جمهوری اسلامی ایران است؛ و اجرای برنامهٔ «بدون مرز» را برعهده دارد. او  همچنین نامزد انتخابات دورهٔ نهم مجلس شورای اسلامی بود.

## زندگی و تحصیلات
او در یکی از محله‌های تهران به‌نام «هفت‌چنار» متولد شد و تحصیلات ابتدایی و متوسطهٔ خود را در همان منطقه به پایان رساند. وی در سال ۱۳۶۰ به مدرسهٔ عالی رادیو و تلویزیون راه یافت و سپس در رشتهٔ الکترونیک از دانشگاه صداوسیما فارغ‌التحصیل شد. سپس با تحصیل در رشته علوم ارتباطات و گذراندن دورهٔ ویژه خبرنگاری در ABU در عرصهٔ خبر صوتی و تصویری حضور یافت.
او به زبان‌های آلمانی و انگلیسی تسلط دارد. غرقی هم‌اکنون کارگردان، نویسنده و مجری برنامهٔ «بدون مرز» است. این برنامه دربارهٔ سیاست خارجی است.

### تجربیات خبری در عرصهٔ جنگ
غرقی طی ۳۹ سال فعالیت در عرصهٔ خبر، در برخی بحران‌های سیاسی و نظامی منطقهٔ خلیج فارس حضور داشته ‌است. او در عرصهٔ کار رسانه‌ای در دوران جنگ ایران و عراق سه بار مجروح شد.
وی بعد از دوران جنگ ایران و عراق، در حملهٔ آمریکا برای آزادسازی کویت فعالیت خبری در منطقه داشت، سپس در پایان دوران حکومت کمونیستی نجیب‌الله، به افغانستان رفت و زمانی که مجاهدین افغان برای اولین‌بار وارد کابل شدند، او این لحظه‌های خبری را برای مردم ایران گزارش کرد. سپس به بوسنی رفت و در آنجا فعالیت خبری خود را ادامه داد، در نهایت به ایران بازگشت و در حوزهٔ سیاست خارجی به کار خود ادامه داد.
غرقی در سال ۱۳۷۴ تا ۱۳۷۹ به آلمان رفت و در سِمَت مدیر دفتر و خبرنگار آلمان در شهرهای بن و برلین فعالیت کرد و سپس به ایران بازگشت. وی با حملهٔ آمریکا به عراق، به عراق رفت و پس‌از سقوط صدام مجدداً به ایران بازگشت. در سال ۱۳۸۳ به سِمَت مدیر دفتر و خبرنگار صداوسیما در نیویورک برگزیده شده و طی سال‌های ۱۳۸۳ تا ۱۳۸۹ در دفتر صداوسیما در سازمان ملل متحد در نیویورک حضور داشت و اخبار تحولات آمریکا را برای صداوسیما گزارش کرد. با اوج گرفتن فشارهای سیاسی علیه برنامهٔ هسته‌ای ایران و ارجاع پروندهٔ هسته‌ای به شورای امنیت، اخبار سازمان ملل در‌این‌خصوص و نشست‌های شورای امنیت در خصوص ایران را به تهران ارسال می‌کرد. او بعداز شش سال حضور به تهران بازگشت.
چندی نگذشت که بحران لیبی به وقوع پیوست و غرقی مجدداً به لیبی اعزام شد. سه ماه در میان نیروهای مخالف قذافی در سرت، مصراته و طرابلس فعالیت خبری داشت و بعداز سقوط قذافی و آرام شدن لیبی به کشور بازگشت. چندی بعد با اوج گرفتن بحران اوکراین و ورود نیروهای روس به خاک اوکراین و الحاق کریمه و اشغال کریمه از سوی نیروهای روسی او در صحنه‌های مختلف درگیری‌های اوکراین حضور داشت.
با روی کار آمدن روحانی به‌عنوان رئیس‌جُمهور ایران و آغاز مذاکرات هسته‌ای در وین و ژنو، او برای پوشش اخبار این مذاکرات اعزام شد.
مرتضی غرقی، همچنین دبیر «کانون حرفه‌ای رسانه» نیز هست. این کانون که نهاد و تشکل حرفه‌ای غیردولتی (NGO) است، از سال ۱۳۹۴ با هدف آموزش و ارتقای سطح حرفه‌ای خبرنگاران ایرانی، کار خود را آغاز کرده‌است.

## آثار منتشرشده
- خیابان چهل‌و‌دو (خاطرات نیویورک)
- از تفنگ تا قلم (خاطرات جنگ هشت‌ساله رژیم بعث عراق علیه ایران)
- تجربه‌ای دیگر (خاطرات مذاکرات هسته‌ای)